# Пихлер, Джо
Джозеф Дэвид Вольфганг Пихлер (англ. Joseph David Wolfgang Pichler, родился 14 февраля 1987 года в Бремертоне, Вашингтон, США — пропал без вести 5 января 2006, там же), более известный как Джо Пихлер (также встречается вариант Пичлер) — американский актёр.

## Биография
С 1996 по 2002 год сыграл ряд ролей в кино и на телевидении, в том числе в фильмах «Фанат», «Музыка из другой комнаты», «Студенческая команда», сериалах «Лоис и Кларк: Новые приключения Супермена», «Прикосновение ангела» и других. Наибольшую известность получил благодаря ролям Бреннана Ньютона в третьей и четвёртой частях серии фильмов «Бетховен» и Дэвида Ховарда в драме «Шейлок 2», за которую он был удостоен премии «Молодой актёр».

## Исчезновение (гибель)
В начале 2006 года 18-летний Пихлер пропал без вести. Последний раз он виделся с друзьями 5 января, а через четыре дня его автомобиль был найден брошенным неподалёку от Сиэтла. В машине обнаружили записку, в которой он просит передать его вещи младшему брату. Основной версией исчезновения признано самоубийство.

## Фильмография
| Год  | Название                                  | Роль            | Примечание          |
| ---- | ----------------------------------------- | --------------- | ------------------- |
| 1996 | В доме                                    | Брайан          | 1 серия (2.13)      |
| 1996 | Лоис и Кларк: Новые приключения Супермена | мальчик         | 1 серия (3.21)      |
| 1996 | Фанат                                     | Шон             |                     |
| 1997 | Темница секретов                          | Зак             |                     |
| 1997 | Выстрел                                   | Тэд             | 1 серия (1.05)      |
| 1998 | Прикосновение ангела                      | Алекс Крэйг     | 1 серия (4.14)      |
| 1998 | Музыка из другой комнаты                  | Билли в детстве |                     |
| 1999 | Студенческая команда                      | Кайл Моксон     |                     |
| 1999 | Шейлок 2                                  | Дэвид Ховард    |                     |
| 2000 | Бетховен 3                                | Бреннан Ньютон  |                     |
| 2001 | Бетховен 4                                | Бреннан Ньютон  |                     |
| 2001 | Привидение за работой                     | Дэнни Уокер     |                     |
| 2002 | Комната кошмаров                          | Гэри            | 2 серии (1.12-1.13) |
| 2002 | Дети и их дни рождения                    | Билли Боб Мерфи |                     |